# سن پریسکو
سن پریسکو (به ایتالیایی: San Prisco) یک کومونه در ایتالیا است که در استان کسرتا واقع شده‌است.

## خصوصیات
سن پریسکو ۷٫۷ کیلومترمربع مساحت و ۱۰٬۹۲۸ نفر جمعیت دارد و ۴۸ متر بالاتر از سطح دریا واقع شده‌است.